# Durio dulcis
Durio dulcis Becc., noto anche con il nome durian marangang (o merangang), durian rosso, tutong o lahong, è un albero della famiglia delle Malvacee endemico del Borneo.

## Descrizione
L'albero può crescere fino ai 40 metri di altezza. La buccia del frutto ha un colore variabile, da rosso scuro a un rosso-marrone, ed è ricoperta da delle spine lunghe all'incirca 15–20 mm. La polpa del frutto è gialla scura, dal sapore di caramello, con odore simile alla trementina. Il frutto di questa specie è considerato tra i più dolci del genere Durio.

## Conservazione
La Lista rossa IUCN classifica Durio dulcis come specie vulnerabile.